# Kyle Calder
Kyle Calder, född 5 januari 1979, är en kanadensisk professionell ishockeyspelare som för närvarande spelar för Los Angeles Kings i NHL. Han har tidigare spelat för NHL-klubbarna Chicago Blackhawks, Philadelphia Flyers och Detroit Red Wings. Under NHL-strejken 2004/2005 spelade Calder för Elitserielaget Södertälje SK, där han svarade för 6 poäng (varav 5 mål) på 12 spelade matcher.